# Dyscia conspersaria
Dyscia conspersaria ist ein Schmetterling (Nachtfalter) aus der Familie der Spanner (Geometridae).

## Merkmale

### Falter
Die Flügelspannweite der Falter beträgt 28 bis 33 Millimeter. Die Flügel sind in der Grundfarbe weißlich, ockerfarben oder gelblich. Auf der gesamten Flügeloberfläche sind zuweilen sehr kleine schwarze Punkte staubartig eingestreut. Die Intensität der Färbung kann regional variieren. Die äußere Querlinie auf den Vorderflügeln wird aus kurzen v-förmigen Zeichen oder dunklen Punkten gebildet und ist zumeist leicht unterbrochen. Die innere Querlinie ähnelt der äußeren, ist oft jedoch nur schwach angedeutet. Ebenso verhält es sich mit dem dunklen Mittelpunkt. Der Bereich zwischen den Querlinien ist zuweilen verdunkelt. Auf den etwas heller gefärbten Hinterflügeln setzt sich die dunkle äußere Querlinie der Vorderflügel fort. Auch hier ist der Mittelpunkt oft undeutlich. Die Fühler der Männchen sind beidseitig mit kurzen Kammzähnen versehen, diejenigen der Weibchen sind sägezahnartig.

### Raupe und Puppe
Erwachsene Raupen sind von rotgrauer Farbe und besitzen am Rücken des elften Segments ein spitzes Horn sowie an den Nachschiebern nach rückwärts gerichtete, horizontale, kurze Fortsätze.
Die braune Puppe ist gedrungen und besitzt einen kegelförmigen Kremaster mit einigen Hakenborsten.

### Ähnliche Arten
Dyscia conspersaria ähnelt weiteren Dyscia-Arten, insbesondere der etwas kleineren und blasseren Dyscia raunaria. Aufgrund der farblichen Variabilität der Arten sollte zur sicheren Bestimmung jedoch eine genitalmorphologische Untersuchung durchgeführt werden.

## Verbreitung und Lebensraum
Die Art kommt überwiegend im südöstlichen Mitteleuropa und in Kleinasien vor. Im deutschsprachigen Raum wurde sie lokal in Österreich nachgewiesen. In Frankreich ist die ssp. Drysia conspersaria turturaria, in Kleinasien die ssp. Drysia conspersaria sultanica vertreten. Der Lebensraum der Art umfasst Gebüschfluren, trockene Berghänge und Trockenrasenflächen.

## Lebensweise
Dyscia conspersaria bildet eine Generation pro Jahr, deren Falter von Mai bis Juli anzutreffen sind. Sie sind zuweilen tagaktiv und erscheinen nachts auch an künstlichen Lichtquellen. Die Raupen ernähren sich von den Blättern von Salbei- (Salvia) und Artemisia-Arten. Die Puppe überwintert.